# Çömlektepe, Azdavay
Çömlektepe là một xã thuộc huyện Azdavay, tỉnh Kastamonu, Thổ Nhĩ Kỳ. Dân số thời điểm năm 2008 là 115 người.